# Sorbus microphylla
Sorbus microphylla är en rosväxtart som först beskrevs av Nathaniel Wallich och J. D. Hooker, och fick sitt nu gällande namn av Wenzig. Sorbus microphylla ingår i släktet oxlar, och familjen rosväxter. Inga underarter finns listade i Catalogue of Life.